# Occasjapyx sierrensis
Occasjapyx sierrensis är en urinsektsart som beskrevs av Smith 1959. Occasjapyx sierrensis ingår i släktet Occasjapyx och familjen Japygidae. Inga underarter finns listade i Catalogue of Life.